# Alfredo Sánchez Bella
Alfredo Sánchez Bella (Tordesilos, 2 de octubre de 1916-Madrid, 24 de abril de 1999) fue un diplomático y político español. Vinculado a la Asociación Católica Nacional de Propagandistas, desempeñó el cargo de ministro de Información y Turismo durante la dictadura franquista.

## Biografía

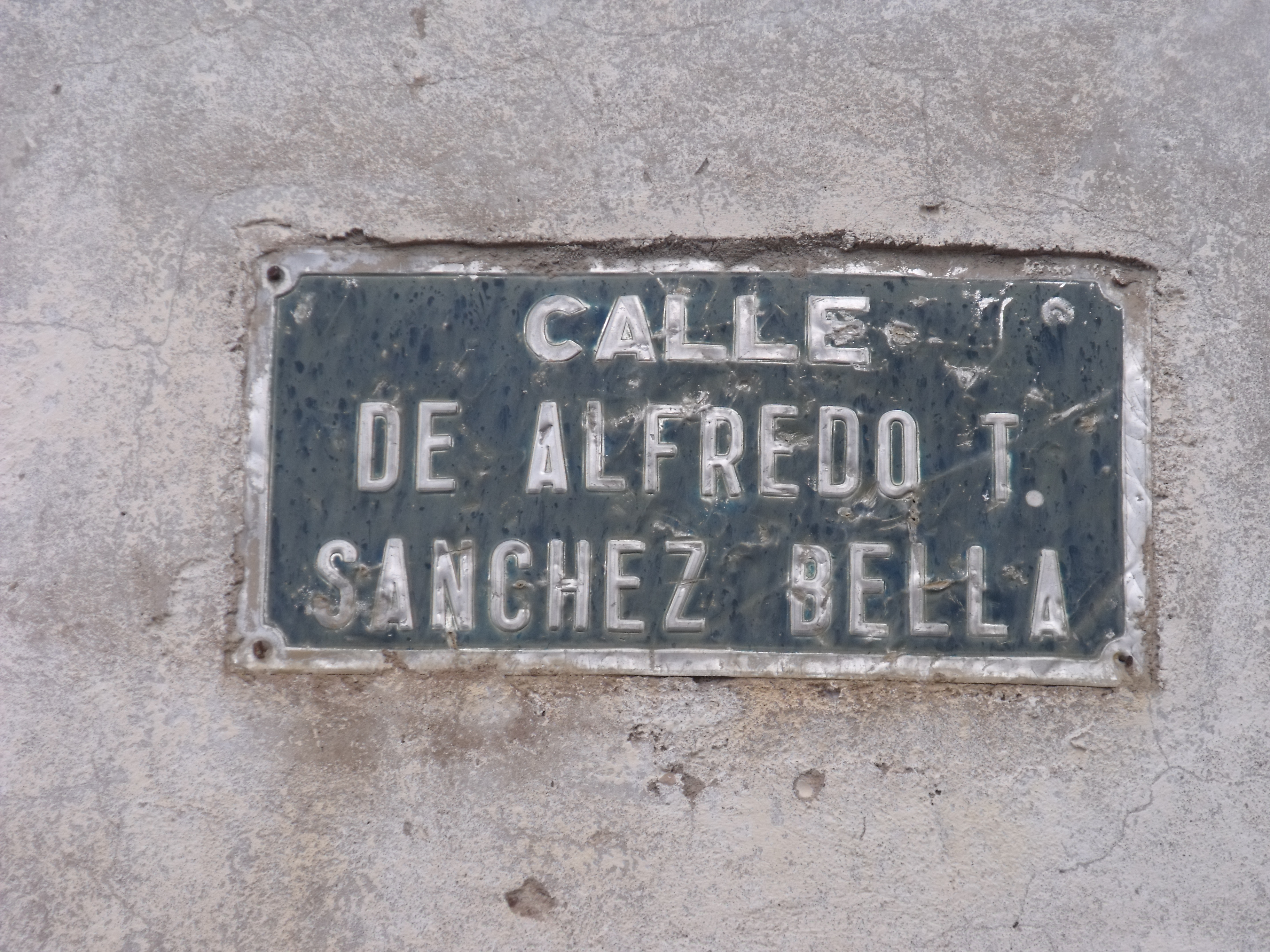
Calle dedicada a Sánchez Bella en Tordesilos, su población natal.

Licenciado en Filosofía y Letras, posteriormente se doctoró en historia en la Universidad de Madrid. En su etapa como estudiante universitario en Valencia fue vicepresidente de la Federación de Estudiantes Católicos y miembro de Acción Católica. Se dedicó al periodismo y fue director de las revistas Libertas y Ánimos. Durante la Guerra Civil fue encarcelado por las autoridades republicanas en la cárcel Modelo de la ciudad del Turia. Al ser liberado se enroló en el ejército del Frente Popular con la intención de desertar al bando de los sublevados. A partir de 1938 combatió en la Primera Bandera de Falange y luego desarrolló tareas de propaganda durante la contienda, dirigiendo varios periódicos y emisoras. Estuvo en el llamado Tercio Mola y formó parte de la 1ª Compañía de radiodifusión.

## Trayectoria

### Cargos
Fue miembro de la Asociación Católica Nacional de Propagandistas y, por breve tiempo, del Opus Dei. A lo largo de los años ocupó los cargos de secretario general de la Organización Internacional de Universitarios Católicos Pax Romana, presidente de las Juventudes Diocesanas de Acción Católica de Madrid, vicesecretario del Consejo Superior de Investigaciones Científicas (1940-1941), director del Instituto de Cultura Hispánica (1948-1956), embajador de España en la República Dominicana (1957-1959), Colombia (1959-1962) e Italia (1962-1969), y ministro de Información y Turismo (de octubre de 1969 a junio de 1973).

### Diplomacia
Sus vínculos y amistades con los círculos del pensamiento católico en Hispanoamérica le llevó a intensificar las relaciones con la región desde sus distintos puestos de responsabilidad. La pretensión del Ministerio de Asuntos Exteriores de articular una Comunidad Hispánica de Naciones con los países iberoamericanos para superar el bloqueo diplomático decretado por la ONU en 1946, encontró en Sánchez Bella a un activo colaborador. Su proyecto de integrar a España en la Zona Latinoamericana de Libre Comercio a partir de 1957 frente a otras opciones, fue otro intento por materializar ese objetivo.

### Europeísmo
También promovió en 1952 la fundación del Centro Europeo de Documentación e Información (CEDI), un movimiento europeísta de signo cristiano y conservador presidido por Otto de Habsburgo, titular de los derechos dinásticos al trono imperial de Austria-Hungría. Se trataba de facilitar la incorporación de España al proceso de construcción europea sin alterar la sustancia ideológica de su régimen político. A partir de 1976 el CEDI aspiró, aunque sin éxito, a erigirse en la Internacional de los Partidos Populares.

### Ministerio de Información y Turismo
Sánchez Bella aplicó de forma más estricta la Ley de Prensa e Imprenta aprobada en 1966 por su predecesor, Manuel Fraga. A pesar de procurar un arreglo con la complicada situación económica del diario Madrid, terminó por ordenar su cierre debido a serias discrepancias políticas con la línea editorial del periódico. Asimismo, cerró el diario Nivel —que pretendía dirigir el periodista Manuel Martín Ferrand— después de que saliera a la calle su primer y único número, por contravenir los Principios Fundamentales del Movimiento.
También continuó la tarea de coordinar el Gabinete de Enlace, órgano interministerial que buscaba centralizar la información de los llamados «elementos subversivos» dentro y fuera de España. 
Durante su mandato se aprobaron algunas medidas de ordenación turística destinadas a preservar mejor las zonas costeras. En este período el turismo entró en fase expansiva y fue considerado por primera vez como actividad industrial en el III Plan de Desarrollo Económico y Social en 1972.

### El proceso de Burgos
Como ministro, tuvo que afrontar en 1970 una movilización internacional contra la condena a muerte de seis terroristas de ETA durante el llamado «proceso de Burgos». De hecho, se descubrió que Sánchez Bella había tratado de sobornar al ponente del Consejo de Guerra encargado del caso para que retirara las penas de muerte, por lo que el ministro fue investigado.
En 1973, a raíz de la remodelación del gobierno, cesó como titular del Ministerio. Fue nombrado presidente del Banco Hipotecario.

## Obras
- —. El marqués de Valparaíso, vida y aventura de un hispanoamericano del siglo XVIII.
- —. El Conde-Duque de Olivares.
- —. La investigación científica en el mundo.
- —. Problemas universitarios y otros ensayos.
- —. La problemática hispanoamericana en la hora presente.